# Daniel Jebbison
Daniel David Jebbison (Oakville, 11 luglio 2003) è un calciatore canadese con cittadinanza inglese, attaccante del Preston N.E., in prestito dal Bournemouth.

## Biografia
Nato e cresciuto in Canada, suo padre è giamaicano mentre sua madre è inglese.

## Carriera

### Club
È cresciuto nel settore giovanile dello Sheffield Utd e nel luglio del 2020 è passato in prestito al Chorley dove ha trascorso sei mesi in National League North. Rientrato a Sheffield, l'8 maggio 2021 ha debuttato in prima squadra nell'incontro di Premier League perso 2-0 contro il Crystal Palace, mentre una settimana più tardi ha segnato il suo primo gol decidendo la trasferta contro l'Everton. Cinque giorni dopo ha firmato il suo primo contratto professionistico.
Il 31 agosto 2021 è passato in prestito al Burton Albion, in Football League One. Dopo una prima parte di stagione in cui ha realizzato 7 reti in 20 incontri, è stato richiamato per terminare la stagione nel club biancorosso, nel frattempo retrocesso in Championship.
Rimasto svincolato al termine della stagione 2023-2024, il 10 luglio seguente ha firmato con il Bournemouth, e dopo aver disputato due incontri di Premier League ed uno in coppa di lega, è stato ceduto in prestito al Watford per il resto della stagione.
L'8 gennaio 2025 è stato richiamato dai rossoneri, con cui conclude la stagione.
Il 21 giugno 2025 viene ceduto nuovamente in prestito, questa volta al Preston N.E.

### Nazionale
Ha giocato nelle nazionali giovanili inglesi Under-18 ed Under-19.
Il 10 maggio 2023 è stato convocato dalla nazionale Under-20 per partecipare al campionato mondiale Under-20.
Successivamente decide di rappresentare il Canada, suo paese natio, con cui ha esordito il 20 marzo 2025 nella sconfitta per 2-0 nella semifinale di Nations League contro il Messico.

## Statistiche

### Presenze e reti nei club
Statistiche aggiornate al 18 gennaio 2025.
| Stagione                | Squadra                 | Campionato              | Campionato | Campionato | Coppe nazionali | Coppe nazionali | Coppe nazionali | Coppe continentali | Coppe continentali | Coppe continentali | Altre coppe | Altre coppe | Altre coppe | Totale | Totale | Totale |
| Stagione                | Squadra                 | Comp                    | Pres       | Reti       | Comp            | Pres            | Reti            | Comp               | Pres               | Reti               | Comp        | Pres        | Reti        | Pres   | Reti   |        |
| ----------------------- | ----------------------- | ----------------------- | ---------- | ---------- | --------------- | --------------- | --------------- | ------------------ | ------------------ | ------------------ | ----------- | ----------- | ----------- | ------ | ------ | ------ |
| 2020-gen. 2021          | Chorley                 | NLN                     | 2          | 0          | FACup           | 0               | 0               | -                  | -                  | -                  | FAT         | 0           | 0           | 2      | 0      |        |
| 2020-2021               | Sheffield Utd           | PL                      | 4          | 1          | FACup+CdL       | 0               | 0               | -                  | -                  | -                  | -           | -           | -           | 4      | 1      |        |
| ago. 2021               | Sheffield Utd           | FLC                     | 0          | 0          | FACup+CdL       | 0+2             | 0               | -                  | -                  | -                  | -           | -           | -           | 2      | 0      |        |
| 2021-gen. 2022          | Burton Albion           | FL1                     | 20         | 7          | FACup+CdL       | 2+0             | 1+0             | -                  | -                  | -                  | FLT         | 1+0         | 1+0         | 23     | 9      |        |
| gen.-giu. 2022          | Sheffield Utd           | FLC                     | 8+1        | 0          | FACup+CdL       | 0               | 0               | -                  | -                  | -                  | -           | -           | -           | 9      | 0      |        |
| 2022-2023               | Sheffield Utd           | FLC                     | 16         | 1          | FACup+CdL       | 3+0             | 1+0             | -                  | -                  | -                  | -           | -           | -           | 19     | 2      |        |
| 2023-2024               | Sheffield Utd           | PL                      | 1          | 0          | FACup+CdL       | 0               | 0               | -                  | -                  | -                  | -           | -           | -           | 1      | 0      |        |
| Totale Sheffield United | Totale Sheffield United | Totale Sheffield United | 29+1       | 2          |                 | 5               | 1               |                    | -                  | -                  |             | -           | -           | 35     | 3      |        |
| ago. 2024               | Bournemouth             | PL                      | 2          | 0          | FACup+CdL       | 0+1             | 0               | -                  | -                  | -                  | -           | -           | -           | 3      | 0      |        |
| 2024-gen. 2025          | Watford                 | FLC                     | 13         | 0          | FACup+CdL       | 0               | 0               | -                  | -                  | -                  | -           | -           | -           | 13     | 0      |        |
| gen-giu. 2025           | Bournemouth             | PL                      | 15         | 1          | FACup+CdL       | 1+0             | 1+0             | -                  | -                  | -                  | -           | -           | -           | 16     | 2      |        |
| Totale Bournemouth      | Totale Bournemouth      | Totale Bournemouth      | 5          | 1          |                 | 2               | 0               |                    | -                  | -                  |             | -           | -           | 7      | 2      |        |
| Totale carriera         | Totale carriera         | Totale carriera         | 69+1       | 10         |                 | 9               | 3               |                    | -                  | -                  |             | 1           | 1           | 80     | 14     |        |

### Cronologia presenze e reti in nazionale
| Cronologia completa delle presenze e delle reti in nazionale ― Canada | Cronologia completa delle presenze e delle reti in nazionale ― Canada | Cronologia completa delle presenze e delle reti in nazionale ― Canada | Cronologia completa delle presenze e delle reti in nazionale ― Canada | Cronologia completa delle presenze e delle reti in nazionale ― Canada | Cronologia completa delle presenze e delle reti in nazionale ― Canada | Cronologia completa delle presenze e delle reti in nazionale ― Canada | Cronologia completa delle presenze e delle reti in nazionale ― Canada |
| Data                                                                  | Città                                                                 | In casa                                                               | Risultato                                                             | Ospiti                                                                | Competizione                                                          | Reti                                                                  | Note                                                                  |
| --------------------------------------------------------------------- | --------------------------------------------------------------------- | --------------------------------------------------------------------- | --------------------------------------------------------------------- | --------------------------------------------------------------------- | --------------------------------------------------------------------- | --------------------------------------------------------------------- | --------------------------------------------------------------------- |
| 20-3-2025                                                             | Inglewood                                                             | Canada                                                                | 0 – 2                                                                 | Messico                                                               | CONCACAF Nations League 2024-2025 - Semifinale                        | -                                                                     | 80’                                                                   |
| 7-6-2025                                                              | Toronto                                                               | Canada                                                                | 4 – 2                                                                 | Ucraina                                                               | Amichevole                                                            | -                                                                     | 46’                                                                   |
| 10-6-2025                                                             | Toronto                                                               | Canada                                                                | 0 – 0 (4 – 5 dtr)                                                     | Costa d'Avorio                                                        | Amichevole                                                            | -                                                                     | 76’                                                                   |
| 24-6-2025                                                             | Houston                                                               | Canada                                                                | 2 – 0                                                                 | El Salvador                                                           | Gold Cup 2025 - 1º turno                                              | -                                                                     | 57’                                                                   |
| 29-6-2025                                                             | Minneapolis                                                           | Canada                                                                | 1 – 1 (5 – 6 dtr)                                                     | Guatemala                                                             | Gold Cup 2025 - Quarti di finale                                      | -                                                                     | 58’                                                                   |
| Totale                                                                |                                                                       | Presenze                                                              | 5                                                                     |                                                                       | Reti                                                                  | 0                                                                     |                                                                       |